# Uma Professora Muito Maluquinha
Uma Professora Muito Maluquinha é um livro do escritor brasileiro Ziraldo em 1995 e publicado pela Cia. Melhoramentos de São Paulo no mesmo ano. Conta a história de uma professora que tinha métodos e uma didática muito diferente do normal. Conquistou seus alunos com seu modo de ser e com suas atividades cativantes. O livro retrata diversas formas de ensinar e divertir os alunos.

## Enredo
Dona Catarina, é nascida em uma cidadezinha do interior, fora para a cidade grande, mas com o tempo, retornou para a sua cidade de origem para lecionar. Vive com sua tia, seu tio o Monsenhor, e seu primo.
Dona Catarina é uma mulher linda, com traços delicados, sorriso solto, mais parecia um anjo. Ela tem um jeito muito diferente de ensinar, e por isso todas as pessoas, e alunos dela pensam que ela é maluca.

## Filme
Dois filmes foram produzidos, em 1996 e 2010.